# Hjortdjur

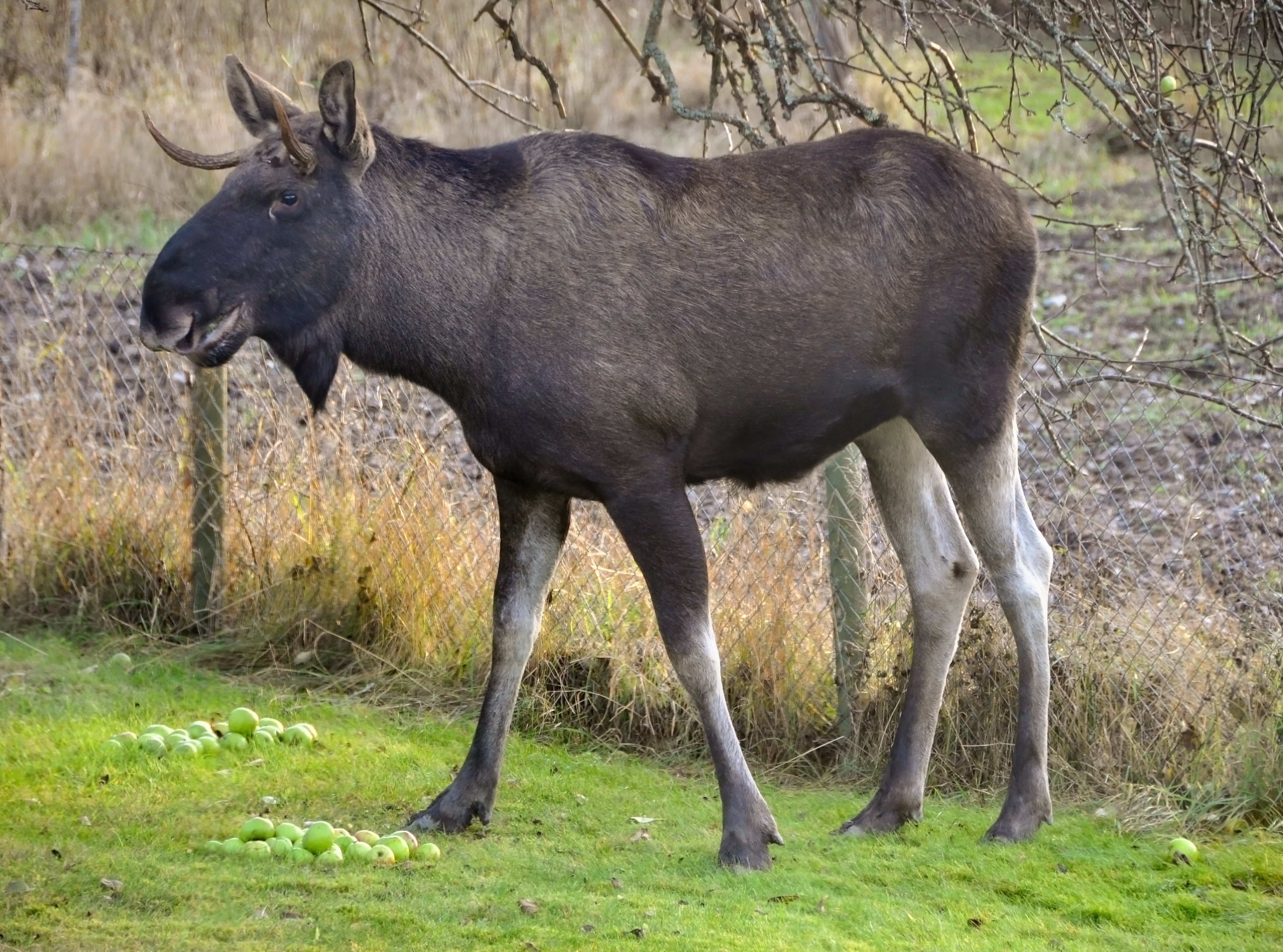
Ung älgtjur som äter äpplen på en tomt i Kårboda på Ljusterö, Stockholms län, november 2013.

Hjortdjur (Cervidae) är en familj i underordningen idisslare (Ruminantia) som tillhör ordningen partåiga hovdjur (Artiodactyla). Det finns omkring 40 olika arter och till de vanligaste hör älg, kronhjort, ren, rådjur och dovhjort.
Hos älgar kallas honan ko och hanen kallas tjur eller oxe. Hos kronhjortar och dovhjortar kallas honan hind och hanen hjort. Hos rådjur heter honan get och  hanen bock. Hos renar kallas honan vaja och hanen sarv. Avkomman hos älg, kronhjort, dovhjort och ren kallas kalv, hos rådjuret kid.

## Kännetecken

### Allmänt
Hjortdjuren varierar i storlek från en hares till större än en hästs. De har en längd mellan 70 och 290 centimeter, en mankhöjd mellan 30 och 190 centimeter och en vikt mellan 7 och 800 kilogram. Den största arten är älgen och den minsta är sydlig pudu (Pudu puda). Hos de flesta arter finns en utpräglad könsdimorfism som visar sig genom att hanar är betydligt större än honor.
Angående kroppsform finns skillnader mellan de olika arterna. Det förekommer kraftigt byggda hjortdjur och smärta exemplar. Å andra sidan är extremiteterna alltid ganska slanka. Svansen är allmänt en liten stump. Typiskt för huvudet är stora ögonen på sidorna och öron högt uppe på hjässan. Pälsen är vanligtvis brun eller grå och några arter har prickar på kroppen, liksom ungdjuren hos de flesta arterna.
Hjortdjurens mage är liksom hos de flesta idisslare indelad i fyra kamrar. På så sätt har de möjlighet att nedbryta cellulosa. Vanligen har honor fyra spenar.
Hos hjortdjur är den tredje och den fjärde tån förstorade och bara de når marken. Den första tån saknas helt och den andra tån är liksom den femte förminskad.

### Horn

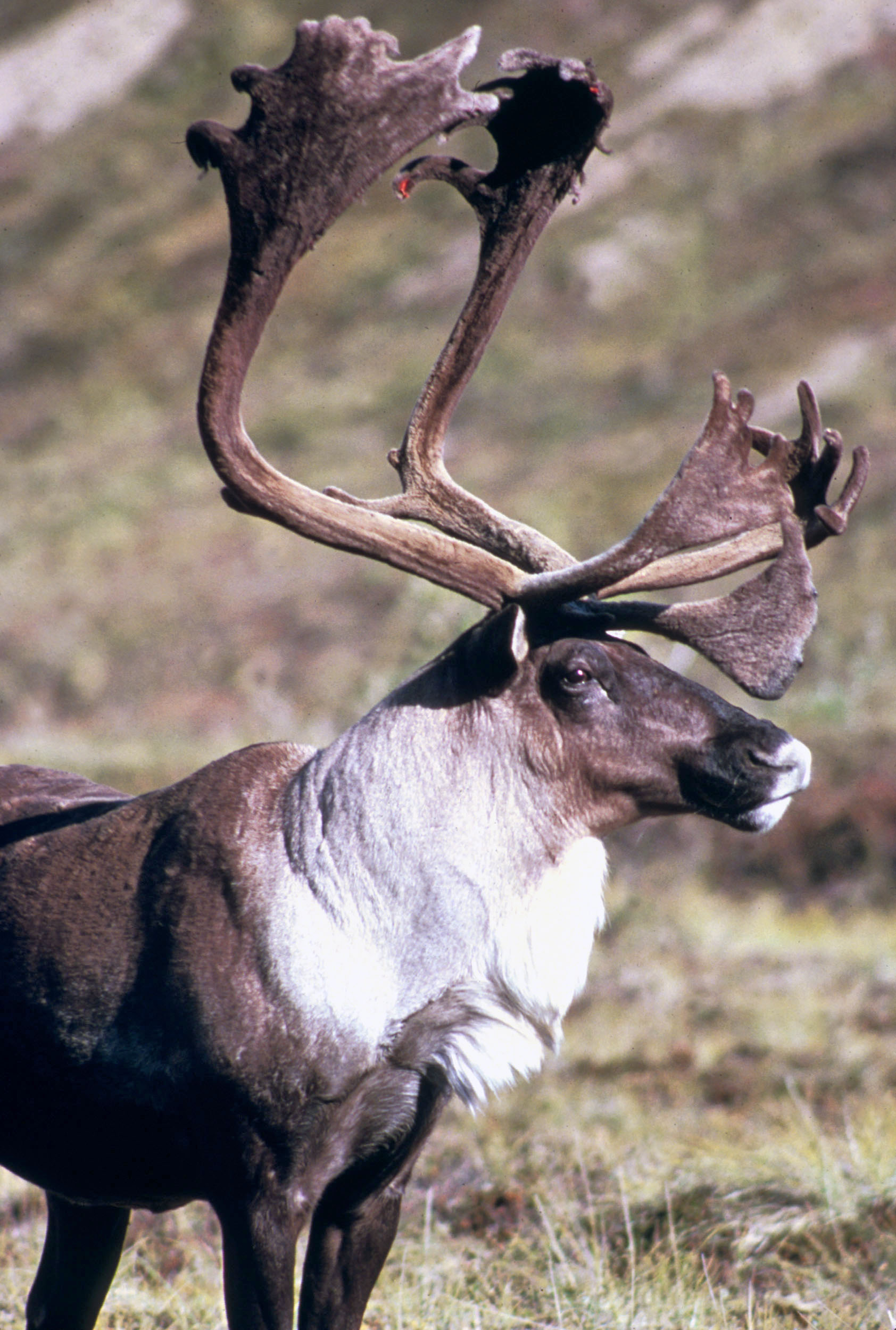
Horn hos ren i Alaska.

Hjortdjuren kännetecknas av att hanarna bär horn. Renen är den enda art där även honorna bär horn, dock mindre än hanens. Den enda arten i familjen som helt saknar horn är vattenrådjuret.
Hornen består av benvävnad, till skillnad från slidhornsdjurens horn som består av keratin.
Hornen används av hannarna för att imponera på motståndare och under strider för rätten att para sig. Alla hornbärande djur kan också använda hornen för att försvara sig mot rovdjur. Hornen sitter på ett tappliknande benutskott, rosenstocken, på pannbenet och består av benvävnad. Hornens form är avhängiga av arten och djurets ålder. Det förekommer enkla stänger och komplexa former med förgreningar och skovlar.
Första året är hornet ogrenat. Andra året tillkommer vanligen en tagg som kallas för ögontagg. När hornet får fler grenar kallas den andra i ordningen, från rosenstocken räknat, för istagg och den tredje mellantagg. Antalet grenar ökar under djurets levnad men inte nödvändigtvis med en om året.
När hornen växer får de alla näringsämnen via ett hårigt hudskikt, basthuden, på utsidan. När hornen har nått sin slutgiltiga storlek skrapas huden bort och djuret har inte längre någon känsel i hornen. Efter parningstiden fälls  hornen innan de blir nybildade en tid senare. Hos arter med fastlagda parningstider är även tidpunkten för hornens bortkastning bestämd (hos rådjuret och hos ren av hankön på senhösten, hos ren av honkön och andra europeiska arter under senvintern eller våren). Hos arter i tropiska områden finns ingen särskild tidpunkt.

### Tänder
Alla hjortdjur saknar framtänder i överkäken. I underkäken finns tre framtänder i varje käkhalva. De övre hörntänderna är förstorade och synliga utanför munnen hos arter som saknar horn eller har små horn (vattenrådjur, muntjak, tofshjort). Hos de andra arterna är denna hörntand förminskad eller obefintlig. De undre hörntänderna liknar framtänderna. I varje käkhalva finns tre premolarer och tre molarer. På så sätt är tandformeln 0/3 0-1/3 3/3 3/3, sammanräknad alltså 32 till 34 tänder.

### Kroppsbehåring
I kyliga klimat skiftar hjortdjurens kroppsbehåring (fäll) efter årstiden. Vinterfällen är generellt mörkare än sommarfällen. Vinterfällens hårstrån är ihåliga och kraftigare än sommarfällens, men de är samtidigt skörare. Övergången från sommarfäll till vinterfäll sker i Norden gradvis under september/oktober. I maj/juni fälls vinterfällen. Detta sker vanligen fläckvis och hjortdjuren kan under denna period ge ett luggslitet intryck.

## Utbredning och habitat
Familjen förekommer i Eurasien samt i Nord- och Sydamerika. I Afrika finns hjortdjur bara norr om Sahara. Dessutom är hjortdjur inplanterade i Australien, Nya Zeeland, Nya Guinea och några öar i Karibien. I Sverige förekommer arterna dovhjort, kronhjort, ren, rådjur och älg. Vitsvanshjorten som härstammar från Nordamerika blev 1934 införd i Finland och förekommer nu även i Sveriges nordöstra delar. I Danmark finns förvildade sikahjortar. 
Hjortdjur lever i flera olika regioner och biotoper. De förekommer i öken, stäpper, träskmarker, skogar, buskskogar och i den arktiska tundran.

## Levnadssätt

### Socialt beteende och fortplantning

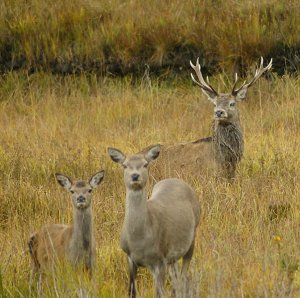
En grupp kronhjortar

Individerna hos några arter lever ensamma men de flesta arter lever i grupper eller hjordar. Gruppernas storlek varierar efter art och levnadsområde. Oftast består dessa flockar av en hane som lever med flera honor och deras ungar och som inte tillåter andra vuxna hanar i närheten. Därför har dessa arter ett polygynt parningsbeteende där en hane parar sig med flera honor. Före parningstiden förekommer ofta strider mellan hanarna för rätten att para sig. Under striden används de förstorade hörntänderna eller hornen. För kommunikationen mellan artfränderna och för att markera reviren används körtelvätskor som bildas vid huvudet eller vid fötterna. Ibland markeras även med urin.
I tropiska regioner finns inga särskilda parningstider. I tempererade områden infaller dessa oftast på hösten eller vintern. Dräktigheten varar vanligtvis i 6 till 9 månader och en eller två (ibland tre till fyra) ungar föds. Hos rådjuret vilar ägget efter befruktningen en tid innan den egentliga dräktigheten börjar. Ungarna kan gå direkt efter födelsen.
Försvaret mot fiender sker beroende på artens storlek och kroppsbyggnad. Små familjemedlemmar söker snabb skydd i ett gömställe, större arter når stora hastigheter under flykten och ägarna kan försvara sig genom motangrepp.

### Födan
Hjortdjur är växtätare och livnär sig av olika växtdelar som blad, gräs, bark, unga växtskott och kvistar. Jämfört med slidhornsdjuren föredrar de mjukare växtdelar som nya växtskott, ungt gräs, mjuka blad, lav och frukter.

## Hjortdjur och människor

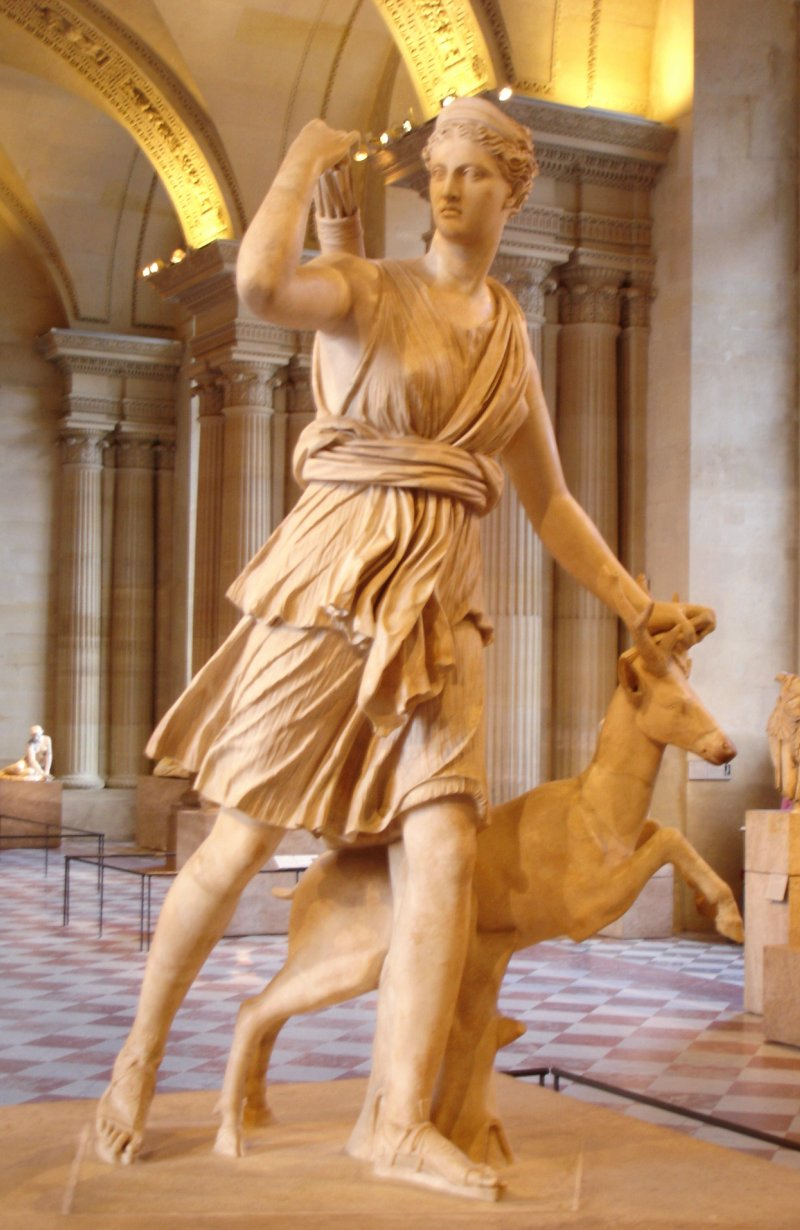
Artemis med hjortdjur

### Jakt och domesticering
Människan började tidigt att jaga hjortdjur för deras kött och deras päls. Idag sker jakten även som sport och för att få hanarnas horn som trofé. En art, renen, blev domesticerad och är inte bara en källa för kött och päls utan även för mjölk och används samtidigt som lastdjur. För jakten och som prydnad för olika parker infördes i olika världsdelar främmande hjortdjur. Så finns till exempel dovhjort i Nord- och Centraleuropa, vattenrådjur i Västeuropa och kronhjort i Australien och Nya Zeeland.
På så sätt ökade beståndet av några arter men andra arter blev hotade på grund av jakten och förstöringen av deras levnadsområde. En thailändsk art, Rucervus schomburgki, dog ut 1938. En annan art, davidshjort, räddades bara genom avel i europeiska inhängningar, men beståndet är fortfarande hotat. IUCN listar fyra arter som starkt hotade (endangered) och sex andra arter som sårbara (vulnerable), för några arter saknas information.

### Hjortdjur och trafik
Att fordon kolliderar med hjortdjur som kommit ut på vägar och järnvägar är relativt vanligt. 1983 dödades i Sverige 4 900 älgar på vägarna . Olycksrisken är störst under skymning, tidig natt och gryning då hjortdjuren rör sig mycket. Under snörika vintrar ökar också risken då hjortdjuren medvetet söker sig till de snöfria vägarna. De vanligaste åtgärderna för att minska dessa viltolyckor är att sätta ut varningsmärken och att sätta upp viltstängsel längs vägarna. För att hejda hjortdjur bör ett viltstängsel vara minst två meter högt.

### Hjortdjur i kulturen
I mytologin och kulturen förekommer ofta hjortdjur. Många teckningar i grottor från äldre stenåldern (paleolitikum) visar både personer och djur med horn. I keltisk mytologi är Cernunnos en figur som tolkas som "hjortgud", en gestalt som förekommer även i andra religioner. I den grekiska antiken var alla hjortdjur som tillhörde jaktgudinnan Artemis helgade. När Agamemnon dödade en av Artemis hjortar blev det vindstilla och den grekiska flottan som skulle avsegla till Troja fick vänta i hamn tills det att Agamemnon offrat sin dotter Ifigenia till jaktgudinnan. Ett annat helgat hjortdjur var den kerynitiska hinden med gyllene horn som levde i Arkadien. Herakles tredje uppgift var att fånga djuret levande. Även i nordisk mytologi förekommer hjortdjur, till exempel betar fyra hjortdjur på knoppar och blad från världsträdet Yggdrasil.
I bibliska sammanhang förekommer hjortdjur i psaltaren 42:2 – "som hjorten trängtar efter färskt vatten, så trängtar min själ efter dig, min Gud". I olika berättelser om helgon existerar hjortar med krucifix bland hornen, till exempel i texter om Eustachius (en av de fjorton nödhjälparna) och om Sankt Hubertus.
Utanför Europa uppträder hjortar bland annat i Shinto, där de är gudomliga budbärare. Därför hölls hjortar vid Shintotemplen Kasuga-Taisha. I indianernas mytologi förekommer huvudsakligen vapiti som symbol för saktmod och tacksamhet.

## Systematik

### Extern systematik
Hjortdjur är en av de 6 familjer som finns i underordningen idisslare (Ruminantia). Det råder inga tvivel om att idisslare utgör en monofyletisk grupp (en grupp som har utvecklats från samma stamfader) men förhållanden inom underordningen är omstridda. För bara några år sen räknades hjortdjuren tillsammans med myskhjortar (Moschidae) och gaffelantilopen (Antilocapridae) till överfamiljen Cervoidea. Yngre molekylärgenetiska undersökningar motsäger denna indelning. Enligt dessa utgör hjortdjur systergruppen till ett taxon som bildas av myskhjortar tillsammans med slidhornsdjur. Även denna indelning är kontroversiell bland forskarna.

### Intern systematik

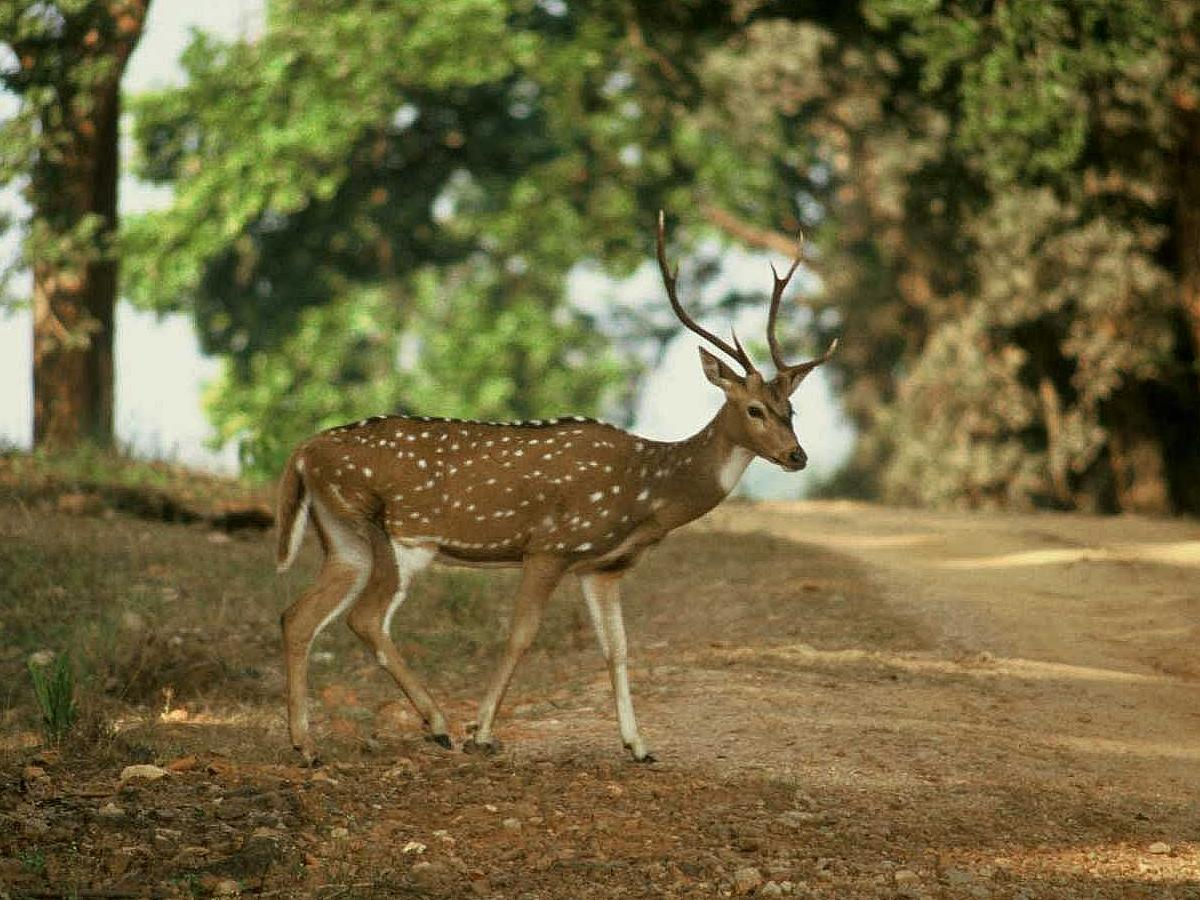
Axishjort lever i Indien

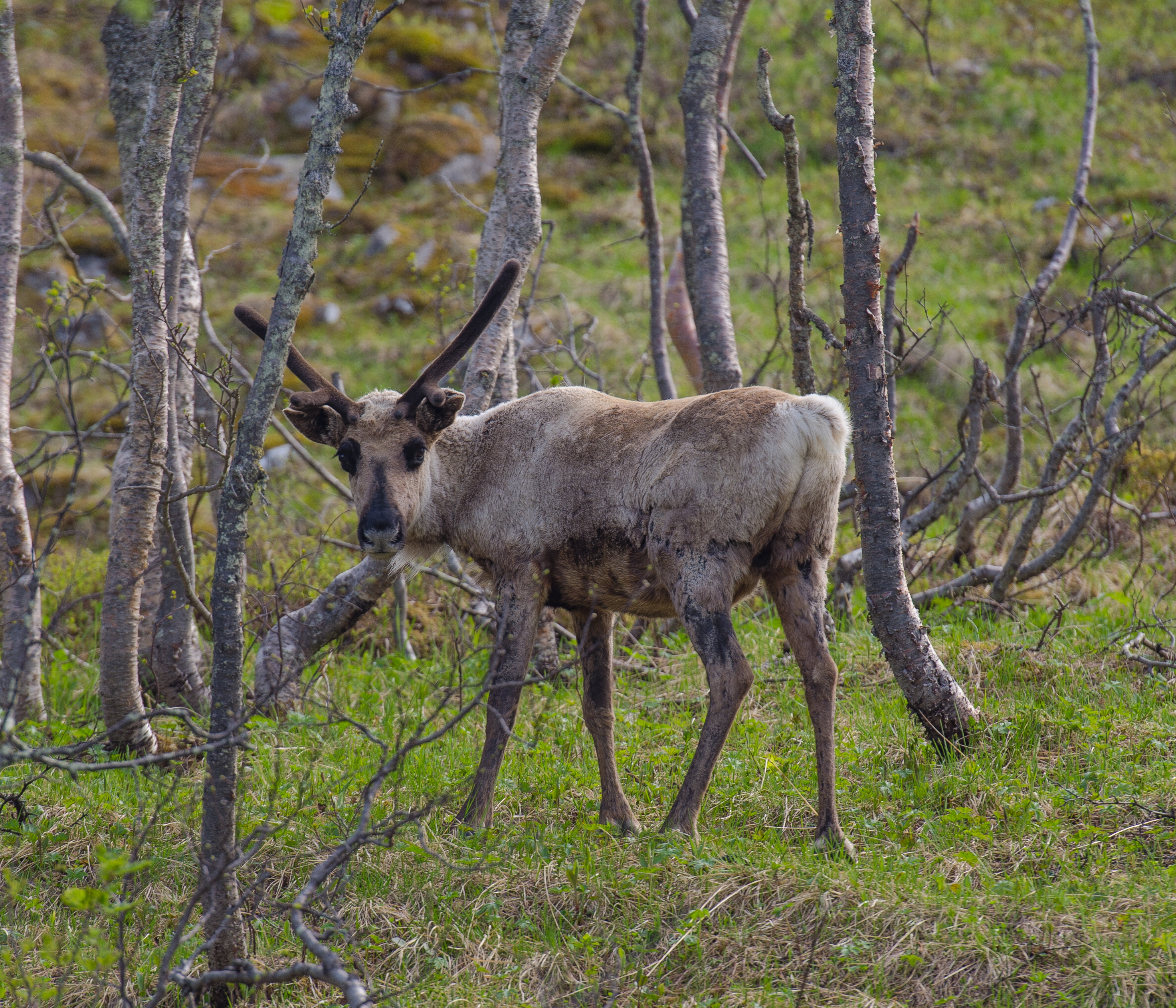
Ren i Sverige.

Hjortdjur indelas vanligtvis i fyra underfamiljer efter skillnader i tårnas, skallens och hornens uppbyggnad.
- underfamilj Hydropotinae
  - vattenrådjur (Hydropotes inermis)
- underfamilj Capreolinae
  - släkte Capreolus
    - rådjur (Capreolus capreolus)
    - sibiriskt rådjur (Capreolus pygargus)

  - släkte Odocoileus
    - vitsvanshjort (Odocoileus virginianus)
    - svartsvanshjort (Odocoileus hemionus)

  - pampashjort (Ozotoceros bezoarticus)
  - sumphjort (Blastocerus dichotomus)
  - släkte spetshjortar (Mazama), 7 arter
  - släkte puduhjortar (Pudu), 2 arter
  - ren (Rangifer tarandus)
  - släkte huemuler (Hippocamelus), 2 arter
  - älgar (Alces), 2 arter
- underfamilj Muntiacinae
  - släkte Muntjaker (Muntiacus), 11 arter
  - tofshjort (Elaphodus cephalophus)
- underfamilj egentliga hjortar (Cervinae)
  - släkte Axis
    - axishjort (Axis axis)
    - svinhjort (Axis porcinus)
    - baweanhjort (Axis kuhlii)
    - calamianhjort (Axis calamianensis)

  - släkte Cervus
    - kronhjort (Cervus elaphus)
    - sikahjort (Cervus nippon)
    - wapitihjort (Cervus canadensis)

  - släkte Dama
    - dovhjort (Dama dama)
    - irakisk dovhjort (Dama mesopotamica)

  - davidshjort (Elaphurus davidianus)
  - vitläppad hjort (Przewalskium albirostris)
  - släkte Rucervus
    - Barasingahjort (Rucervus duvaucelii)
    - lyrhjort (Rucervus eldii)
    - Rucervus schomburgki (utdöd 1938)

  - släkte Rusa
    - alfreds hjort Rusa alfredi
    - Rusa marianna
    - Rusa timorensis
    - sambarhjort (Rusa unicolor)

  - släkte Megaloceros (utdöd)
    - jättehjort (Megaloceros giganteus)[10]

## Evolution
De första fossilen av hjortdjur härstammar från individer som levde under oligocen i Asien. Sedan vandrade de under tidigt miocen till Europa och Nordamerika. Under mellersta miocen fanns till exempel släktet Dicrocerus i Europa. Sydamerika nådde familjen i jordhistorisk nyare tid för 3 miljoner år sedan efter att Panamanäset hade bildats. Under pleistocen fanns i Europa hjortdjur med särskilt stora horn, till exempel Eucladoceros och "jättehjorten" (Megaloceros), som var något större än en älg men hade tydligt bredare horn än alla hjortdjur som lever idag.